# Ampedus pachycollis
Ampedus pachycollis là một loài bọ cánh cứng trong họ Elateridae. Loài này được Ôhira miêu tả khoa học năm 1972.